# Mudroňovo
Mudroňovo (węg. Újpuszta) – wieś i gmina (obec) w powiecie Komárno w kraju nitrzańskim na Słowacji. Zajmuje powierzchnię 4,0 km².
W 2011 roku populacja wsi wynosiła 122 osoby, około 75% mieszkańców stanowili Słowacy, 6% Węgrzy, 3% Czesi.

## Historia
Mudroňovo zostało założone w 1921 roku przez słowackich osadników na rozparcelowanym majątku gminy Modrany. W latach 1938–1945 zostało zaanektowane przez Węgry, a słowackich kolonistów wysiedlono. Wrócili po zakończeniu wojny, w 1945 roku. W latach 1939–1951 Mudroňovo należało do gminy Modrany.